# Rally Point 2
Rally Point 2 es un videojuego de carreras desarrollado y publicado por Xform Games para navegador y Windows. Fue lanzado el 15 de noviembre de 2011. Es la segunda entrega de la serie Rally Point.

## Jugabilidad
Se supone que el jugador debe completar desafíos en los que conduce a través de diferentes circuitos y supera el tiempo en el circuito, cada uno conduciendo rápido y usando nitroso.
Comienzan eligiendo un vehículo, como el Spryster y luego recorren circuitos a través de la nieve, el bosque o el desierto para superar el tiempo que se les ha dado para desbloquear nuevos desafíos y vehículos como el Evader y otros.
Este proceso puede interrumpirse si se utiliza demasiado nitroso, al utilizarlo a máxima potencia durante demasiado tiempo. Si se hace esto, el vehículo explotará.

## Remake
El 1 de febrero de 2019, se recuperó y se rehízo en un intento de salvar los juegos web de la extinción debido a que los sitios web ya no los alojan debido a motores de juegos obsoletos y sus respectivos complementos. Se puede jugar gratis con anuncios o se puede pagar.

## Curiosidades
- Es el único juego de Rally Point que presenta el Petite XS y el Spryster.
- En la versión independiente del juego, la música de carrera es diferente a la original. Se cambió en la versión 1.0b.